# Жилфред Бесарил
Жилфред Фрасцис Бесарил (рођен 9. јануара 1974)  је арубански политичар из Народног изборног покрета. Он је министар надлежан за Арубу од 20. новембра 2017.  Раније је радио у Држави Аруби између 2013. и новембра 2017, а последњих месеци је био њен председник. 

## Каријера
Бесарил је рођен у Саванети. Након похађања средње школе придружио се полицијским снагама у Аруби 1993. године. Бесарил је радио за ту јединицу до 2013. године. Између 2009. и 2013. Бесарил је био председник Синдиката полицијских снага Арубе. 
На општим изборима 2013. године Бесарил је изабран са 833 гласова у власт Арубе испред Народног изборног покрета.   У новембру 2014. Бесарил је поднео полицијски извештај против двојице политичара Народне странке Арубе, због тврдњи које су изнели  против њега у Држави. 
Током општих избора 2017. године Бесарил је изабран у Државу са 503 гласа. Дана 27. октобра изабран је за председника државе.  У влади Евелин Вејвер-Кроес Бесарил је именован за министра надлежног за Арубу. Наследио је Хуана Давида Ирасквина 20. новембра 2017.  